# Macroptila antonia
Macroptila antonia är en fjärilsart som beskrevs av Paul Dognin 1911. Macroptila antonia ingår i släktet Macroptila och familjen björnspinnare. Inga underarter finns listade i Catalogue of Life.